# Roland Gergye
Roland Gergye (né le 24 février 1993 à Kaposvár, dans le comitat de Somogy) est un joueur hongrie de volley-ball. Il mesure 1,98 m et joue réceptionneur-attaquant.

## Clubs
| Club                | De        | À         |
| ------------------- | --------- | --------- |
| Kométa Kaposvár     | 2010-2011 | 2012-2013 |
| VfB Friedrichshafen | 2013-2014 | 2014-2015 |
| Beauvais OUC        | 2015-2016 | 2015-2016 |
| Paris Volley        | 2016-2017 | 2017-2018 |
| Galatasaray         | 2018-2019 | 2018-2019 |
| Olympiakos Le Pirée | 2019-2020 | 2019-2020 |
| Stade poitevin      | 2020-2021 | en cours  |

## Palmarès

### En sélection nationale
Néant

### En club
- Coupe de la CEV
  - Finaliste : 2019.
- Championnat de France — Div. A
  - Troisième : 2018.
- Supercoupe de France
  - Finaliste : 2016.
- Championnat d'Allemagne (1)
  - Vainqueur : 2015.
  - Finaliste : 2014.
- Coupe d'Allemagne (2)
  - Vainqueur : 2014, 2015.
- Championnat de Grèce
  - Finaliste : 2020.
- Coupe de Grèce
  - Finaliste : 2020.
- Championnat de Hongrie (3)
  - Vainqueur : 2011, 2012, 2013.
- Coupe de Hongrie (3)
  - Vainqueur : 2011, 2012, 2013.
- Championnat de Turquie
  - Troisième : 2019.
- Coupe de Turquie
  - Finaliste : 2019.

### Distinctions individuelles
Néant